# Brian Brobbey
Brian Ebenezer Adjei Brobbey (* 1. února 2002) je nizozemský fotbalista, který hraje jako útočník za AFC Ajax a nizozemskou reprezentaci.

## Klubová kariéra
31. října 2020 debutoval za Ajax, v zápase proti Fortuně Sittard nastoupil jako náhradník a skóroval. 9. prosince 2020 debutoval na evropské scéně, v Lize mistrů nastoupil proti Atalantě Bergamo.
V únoru 2021 potvrdil Marc Overmars, že Brobbey po skončení smlouvy klub opustí. 

### RB Lipsko
12. března 2021 oznámilo RB Lipsko, že k nim Brobbey přestoupí. 

### Návrat do Ajaxu
27. prosince 2021 bylo oznámeno, že se Brobbey vrátí do Ajaxu na šestiměsíční hostování. 16. ledna 2022 nastoupil do utkání proti Utrechtu, dvakrát skóroval. V 70. minutě jej střídal Davy Klaassen.
22. července 2022 Ajax potvrdil, že s Brobbeym podepsal smlouvu na pět let. 

## Reprezentační kariéra
Brobbey se narodil v Nizozemsku, předci však pochází z Ghany.
Reprezentoval Nizozemsko v kategorii do 17 let.
V říjnu 2023 debutoval v kvalifikaci na Mistrovství Evropy ve fotbale 2024. Byl součástí týmu, který se na Mistrovství Evropy dostal do semifinále, kde podlehl Anglii.